# Perthville
Perthville – miasto w Australii, w stanie Nowa Południowa Walia.